# マックスフィールド郡区 (アイオワ州ブレマー郡)
マックスフィールド郡区は、アメリカ合衆国、アイオワ州、ブレマー郡にある14の郡区の一つである。2000年の国勢調査で、人口は1353人だった。

## 地理
マックスフィールド郡区は、94.3平方キロメートル（36.41平方マイル)で、Readlynが含まれる。
アメリカ地質調査所によると、この郡区は Emanuel Evangelical LutheranとSaint Johns LutheranとSaint Mathews LutheranとSaint Pauls (これは2つの墓地の名前)とZionsの6つの霊園が含まれる。